# Yokefleet
Yokefleet är en by i civil parish Blacktoft, i distriktet East Riding of Yorkshire, i grevskapet East Riding of Yorkshire, i England. Byn är belägen 8 km från Goole. Yokefleet var en civil parish 1866–1935 när blev den en del av Blacktoft, Gilberdyke och Howden. Civil parish hade 102 invånare år 1931. Byn nämndes i Domedagsboken (Domesday Book) år 1086, och kallades då Iucufled/Iugufled.